# 第一次长沙战役
第一次长沙战役（又称为“第一次长沙会战”、“湘北会战”，日本称“湘赣会战”），指1939年（民国28年）9月至10月抗日战争期间，中国第九战区部队在以湖南、湖北、江西三省接壤地区对日本军队进行的防御战役。这次战役是第二次世界大战欧洲战场爆发后日军在中国战场的第一次大规模正面攻势。日本为军事打击和逼降国民政府，集中10余万兵力从赣北、鄂南、湘北三个方向向长沙发起了进攻。第9战区代司令长官薛岳（1939年10月1日被正式任命为司令官）为保卫长沙，采取以湘北为防御重点，“后退决战、争取外翼”的作战方针，调动了30多个师和3个挺进纵队，共约24万多人参加此次战役。至10月9日，中国军队第195师恢复到进占鹿角、新墙、杨林街之线，日军陆续退回新墙河以北地区；至10月14日，双方恢复战前态势。

## 战略

### 日方
武汉会战后，日军第十一军以武汉为根据地，依靠长江水运与南京相连，与国军第三、第五、第九战区对峙，被国军从东南、北、南三个方向合围。日军在作战空间上感到压迫，需要歼灭国军主力，打破包围，打击中国持久抗战的企图。
日方作战目的：“作战目的与襄东会战相同，在于急促彻底打击逐渐活跃的江南敌军，以保证我军的安全，即所谓自卫战斗。”。其战术目标是“在最短期间内，捕捉敌第9战区主力部队，将其歼灭”。1939年8月15日，日军第11军制订的《江南作战指导大纲》明确战役指导方针是：“实施本作战时以奇袭为主，尽量在短期内结束战斗，然后恢复大概原来态势。（最近敌军逃跑得很快，因此对战术和准备的保密有极大的重要性）”

### 中方
1939年4月，军事委员会开始筹划赣湘地区的作战方针。委员长蒋介石和副参谋总长白崇禧延续1938年南岳军事会议的战略规划，主张「游击战配合正规战」，认为利用地形对日军节节抵抗后，必要时可放弃长沙，将第九战区总司令部迁至衡阳，诱使日军深入，后集合优势兵力，趁日军消耗过大、立足未稳时在长沙附近地区歼敌。同期6月，国军与中共军队在战区内岳阳平江县发生军事冲突，当地中共势力被国军清除。
然而战事发生后，第九战区与统帅部分歧严重。薛岳认同「后退决战」的指导方针，在会战前期也积极构筑防御工事并让前线部队抵抗后转进到预定地区，但同时认为长沙必须坚守，因为长沙是「天炉」的底，不能被击穿。
1939年9月29日，日军前锋抵达长沙外围，蒋介石命陈诚与白崇禧到第九战区劝薛岳遵守预定计划放弃长沙、为长期抗战保存战力，薛岳仍不遵从命令。情急之下，陈诚一方面上报蒋介石，一方面准许第九战区「因时因地制宜」，下令反攻。
第九戰區代司令長官薛岳根据湖南的地勢，左倚洞庭湖，右憑幕阜山，以其間新墻河、汨羅江、撈刀河、瀏阳河這四條河做為遲滯日軍的依據，並徹底實施「化路為田，運糧上山」的做法，將日軍機械化部隊的機動力消除。故總體方針為「後退決戰，爭取外圍」（即八字口袋战法）：國軍以且戰且退做法在四河與幕阜山間游移，攻擊然後後撤躲藏，將日軍拖入四河之中，最後再以長沙城中主力與外圍藏在山林中的部隊合圍深入四河中的日軍。

## 日軍戰鬥序列
- 第11軍司令官 岡村寧次
- 第6師團 稻葉四郎
- 第33師團 甘粕重太郎
- 第101師團 齋藤彌平太郎
- 第106師團 中井良太郎
- 第3师团上村支隊 上村幹男
- 第13师团奈良支隊 奈良晃
- 第三艦隊 香月清司
- 第三航空團 管原道大

冈村宁次根据作战日志回忆：“参加作战兵力为三个师团（自西排列为第6、第33、第106）和两个支队（各自以步兵一个联队、炮兵一个大队为基干，即由江北师团抽出的上村支队和奈良支队）。据判断，敌兵力最初约有25个师。”

## 主要战事

### 赣北支线
9月14日，日军101师团和106师团從江西省北部向西進攻湖南省，但是日軍的進攻由於向西過度延伸，在高安、黄沙桥等地被国军第32军、49军、58军、60军、72军、74军、78军成功阻击，两个星期后仍未能按预定计划与岳阳南下的部队会合，被迫向東撤退。

### 鄂南支线
9月21日，集结在通城、大沙坪地区担任助攻的日军第33师团，为策应新墙河北岸敌主力第6、第13师团之作战，先以一部向通城东大围地区进行扫荡。9月22日，日军4000多人向王牙尖、麦市一线国军第27集团军杨森部阵地攻击，并突破南楼岭、桃树港阵地，以主力经白沙岭、长寿街向平江以东地区急进。第九战区指挥部以通城以南第20军变换正面，由西向东节节侧击日军，以樊松甫之游击部队由北向南尾击，并由东向西侧击，几经激战，将日军阻于献忠地区。

### 湘北主线
9月19日，日軍自岳阳南下，对新牆河南岸中國軍隊發起進攻。9月23日日軍將國軍第15集团军（下辖第52军、第37军）逐出新牆河地區。随后，日军第6師團及第13師團在炮火支援下渡河及沿汨羅江向南推進。
激烈的戰鬥在9月23日後仍然持續，中國軍隊短暂抵抗后向南撤退以吸引日軍，同時其增援部隊到達東西兩翼以實施包圍。
9月底，日軍第6师团已渡过汨罗江，攻占福临铺、金井，到达捞刀河北岸与国军第4军、第52军对峙，但是他們因補給線被切斷而未能攻佔长沙；日军第13师团奈良支队与第33师团击退国军第20军、79军，在平江会合，但无力南下支援第6师团；日军第3师团上村支队击退国军第4军、第70军，攻占营田、三姐桥，但常受到国军袭扰，未能南下与第6师团会合。
9月底，国军第九战区与统帅部达成一致，决定在长沙附近决战，并在易家湾一带完成二线阵地构筑，薛岳亲率6个师准备反击。
10月1日，为配合长沙会战，中国空军及苏联航空志愿队从成都出动轰炸武汉日军机场。陆上补给线被切断、空投补给物资有限，冈村宁次认为日军深入长沙有覆灭风险，于同日下令日军全面撤退，国军在幕阜山、新墙河、汨罗江及江西北部反攻，逐步收复失地。10月6日，冈村宁次宣称在达到作战目的后撤军。10月8日，日军在空军支援下撤回新墙河北岸，双方恢复原有的态势。

## 中方評論
中华民国政府方面
長沙是對日抗戰以來第一個沒有失陷的中國主要城市，這成功阻止日軍與其在中國南方的部隊會師，其指揮官薛岳亦從他在該城的勝利中獲得榮耀。
张宪文主编的《中华民国史丛书·抗日战争正面战场》一书中写道：“……此次会战，从日军进攻开始，至日军主动撤退告终，战场全局的主动权基本上操之于日方。战斗结果，两军都回到原有阵地。因此，就会战局部而言，双方未分胜败。但从抗战的全局而言，却是对中方有利。日军要消灭第9战区主力的目的未达到，反而消耗了自己不少兵力和武器，并退回原阵地。而中国方面判断日军将进攻长沙，为此作好了‘万一长沙不守’的多种准备，故将日军未能攻到长沙而退却视为胜利。”
中国共产党方面
據中共1995年編寫的資料，时任第九战区司令长官部军务处处长贺执圭在《会战的作战方针和战斗经过》中这样描述国军损失：“据我回忆所及，事后曾对各部队进行了大量补充，如关麟征集团军共辖十八个团，即补充了六个团；彭位仁第七十三军有九个团，即补充了两个团；杨森第二十七集团军只有六个团，即补充了两个团，王陵基两个军共十二个团，即补充了三个团。参加战役的十一个军共补充了四十个团，损失之大，可以概见此外，时任第九战区司令部参谋处副处长的赵子立在其《以“后退决战、争取外线”取得会战胜利》一文中以亲历人的身份这样写到：“由于宣传长沙大捷，搞得苏美英法各国的新闻记者来访问长沙，找到赵子立……外国记者要看俘虏。报告人对他们说：“没有。”他们说：“你们打了这样大的胜仗，怎么没有俘虏？”有的说：“既然打了这样大的胜仗，没有多的俘虏，怎么连少的也没有？”赵子立无言以对，又说了个:“没有”，于是惹得他们哄堂大笑，把报告人搞得面红耳赤，十分尴尬。

## 日方評論
日军认为：国军夸大战果，其拟定的作战目的为歼灭第九战区的有生力量，并未有占领长沙的目的，而且作战过程中给予国军大量杀伤，战果丰硕。
根據日軍內部一份統計圖表，日軍在1939年10月的可確認作戰受傷人數為4,958名，11月下降到了2,795名，考量該圖表統計上很可能少算大量的作戰傷亡（特別是作戰陣亡方面）且39年11月依舊有南寧作戰等戰役，第一次長沙會戰的39年10月部分日軍死傷極可能便多達好幾千名，而9月戰況遠較於10月激烈，死傷很有可能遠多於10月。合計起來日軍在整場第一次長沙會戰的作戰死傷總人數，必然遠遠大於日軍自身所公開發表的3,550人。
戰後日本第一復員局所做的統計當中，日本陸軍於1939年在華至少戰死40,417人，若以日軍中國派遣軍在戰時所做的統計表推估其中絕大多數被國軍擊斃於大型會戰，且推定這當中第一次長沙會戰的日軍陣亡者亦佔有一定比例，並考慮第一復員局的統計很有可能存有統計誤差造成的大量漏算，同樣可推定日軍於本次會戰的作戰死傷總人數，必然遠遠大於日軍自身所公開發表的3,550人。
參與本次會戰的日軍第116師團獨立山砲兵第2聯隊也在會戰結束後的11月20日接收補充人員250名用以補充陣亡與傷重致殘所造成的永久性損失（可恢復的傷兵應不在補充範圍內），以此推估該聯隊於本次會戰之作戰死傷約800名左右，考慮僅1個獨立山砲兵聯隊就傷亡如此眾多且步兵傷亡人數與佔比絕對遠遠高於砲兵，日軍在本次戰役必承受重大打擊，作戰死傷之總人數必然遠遠大於日軍自身所公開發表的3,550人。
另外本次會戰負責後勤工作的第12師團第3兵站輜重兵中隊也在本次會戰後的12月9日及隔年1月17日接收補充人員共計210名，以此用以補充陣亡與傷重致殘所造成的永久性損失（可恢復的傷兵應不在補充範圍內），以此推測該輜重兵中隊同樣在本次會戰遭遇慘重傷亡，即便後勤單位也承受重大損失，本次會戰日軍必然死傷慘重，數量遠遠大於日軍自身所公開發表的3,550人。
日军第11军司令官冈村宁次在会战结束后给“中国派遣军”总司令官西尾寿造呈交的《关于解决中日事变作战之意见》中说：“摧毁敌军的抗战企图，是至难中的难事……在作战中放弃已占领的要地要域而返回原驻地的作法，不啻鼓励敌人反击，并会成为敌人宣传的材料。”流露出日军高层指挥官对战争前途的焦虑和沮丧。